# Conception optique
La conception optique est un domaine de l'ingénierie optique dont le but est de créer, optimiser et produire des systèmes optiques comme des objectifs, des viseurs, des télescopes, des microscopes, etc.
La conception optique repose essentiellement sur les lois de l'optique géométrique et sur la radiométrie.

## Historique
La conception optique recouvrant tout le processus d'élaboration d'un système optique, c'est un champ de l'optique qui est né dès la création des premiers systèmes optiques. Jusqu'à très tard au XIXe siècle cependant, ce sont moins des calculs que des approches expérimentales qui sont utilisées, ainsi l'objectif à ménisque de Wollaston a été conçu par une approche entièrement empirique. Avec l'émergence de la théorie des aberrations développée par Philipp Ludwig von Seidel la conception s'est orientée progressivement vers le calcul tout en conservant une grande part d'expérimentation. Jusqu'au milieu du XXe siècle, la conception optique demeure encore un savant mélange de théorie des aberrations, de tracé de rayon et d'expérience.
Les calculatrices mécaniques sont à peine utilisées : jusqu'en 1940, il est plus pratique et rapide d'utiliser les innombrables tables de logarithmes pour effectuer des tracés de rayons que d'effectuer des calculs avec une machine. Le processus demeure itératif, un premier modèle est fait en considérant la théorie de Seidel, un prototype est usiné, ses aberrations mesurées, puis le modèle est corrigé en conséquence et un nouveau prototype est lancé. Pendant longtemps, usiner de multiples prototypes coûte moins cher que d'investir dans un ordinateur par trop dispendieux.
La première utilisation d'ordinateur pour le calcul optique remonte à 1949, lorsque Charles Gorrie Wynne lance un tracé de rayon dans le cadre de la conception d'un système : le calcul du tracé n'a été achevé qu'après que le système a été livré. À partir de 1957 la Taylor, Taylor and Hobson s'est doté d'un ordinateur Elliott Brothers dédié au tracé de rayon, mais reste pour des années encore, la seule entreprise d'optique possédant ce genre de matériel.
L'utilisation des ordinateurs ne s'est véritablement démocratisée qu'à partir du moment où ils ont été suffisamment performants et rapides pour présenter un avantage par rapport au calcul « à la main » ; le développement de l'algorithme de Levenberg-Marquardt (ou Damped Least Squares, « Moindre Carrés Amortis » ), vers le milieu des années 1960 marque réellement le moment à partir duquel le travail de conception optique se réalise essentiellement sur ordinateur.

## Principe

### Point de départ
Le point de départ de la conception optique est la détermination complète des caractéristiques requises pour répondre au cahier des charges ou au besoin de l'optique .
D'un point de vue optique, le cahier des charges fixe des contraintes optiques :
- focale du système ;
- ouverture ;
- champ ;
- taille maximale de tache géométrique (taille d'un pixel de caméra par exemple) ;
- fréquences spatiales à transmettre ;

et pratiques :
- encombrement (compacité du système total qui peut être limitée par l'usage du système) ;
- diamètre ;
- mécanique (robustesse aux déplacement mécaniques) ;
- température (La température peut influer sur les optiques par le biais de la dilatation) ;
- coût maximal.

### Types de sous-systèmes optiques à utiliser

Différents profils de lentille simple

L'ouverture du système la focale et le champ fixent le type de système optique à utiliser. En ce qui concerne l'optique, on choisit différentes solutions en fonction des performances souhaitées.
L'optique la plus simple, la lentille simple introduit un chromatisme quel que soit le verre utilisé, ainsi que des aberrations géométriques, il est donc rare qu'elle travaille en limite de diffraction.
Le doublet permet de réduire fortement ou de supprimer le chromatisme tout en ajoutant un nouveau dioptre (pour un doublet collé) qui permet de réduire les aberrations géométriques. En particulier un doublet achromatique permet d'annuler les aberrations chromatiques par l'utilisation de deux verres optiques de constringence différente . Un doublet décollé est meilleur qu'un doublet collé du point de vue des aberrations géométriques, mais il est moins robuste aux déplacements mécaniques ainsi qu'à la dilatation thermique.
Le triplet permet de réduire encore davantage les aberrations géométriques. Il est pour cette raison très utilisé dans les systèmes optiques photographiques. 
Pour une même configuration avec une étude dans le champ, voici les PSF des différents systèmes optiques évoqués :

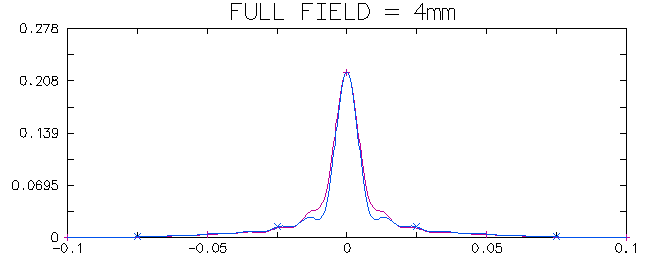
Exemple de PSF simulée avec OSLO pour une lentille simple dans le champ
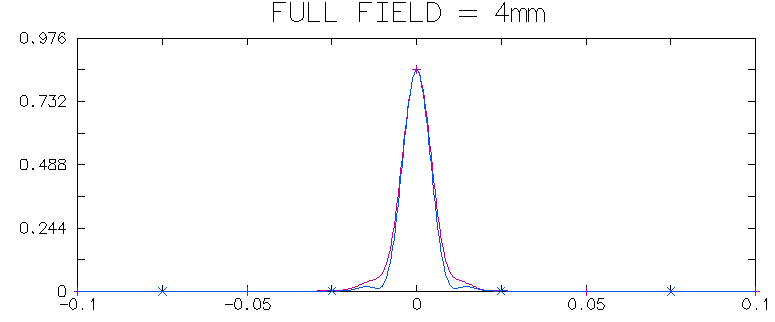
Exemple de PSF simulée avec OSLO pour un doublet dans le champ
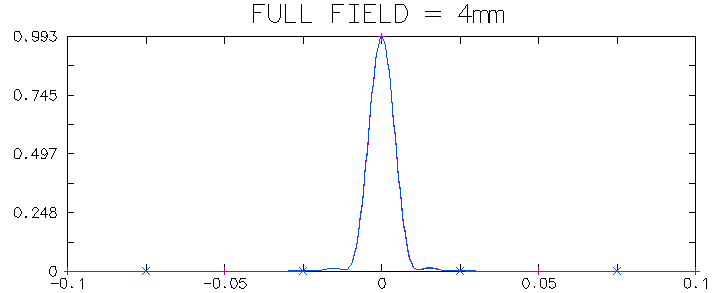
Exemple de PSF simulée avec OSLO pour un triplet dans le champ

### Optimisation
L'optimisation d'un système optique se fait par recherche d'une solution minimisant simultanément toutes les aberrations (pondérées) du système. Cette recherche d'optimal se traduit mathématiquement par la recherche d'un minimum global dans un espace multi-dimensionnel. 
L'automatisation de ces recherches a été initiée par James G. Baker (en) et Feder, Wynne, Glatzel, Grey dans les années 1940. Avant la démocratisation des ordinateurs, la plupart des calculs étaient réalisés à la main, à l'aide de tables logarithmiques et trigonométriques.

### Tolérancement
Le tolérancement d'un système optique consiste à prendre en compte dans la conception du système les défauts qui se produiront au moment de la fabrication industrielle. On prend ainsi en compte deux types de défauts :
Les défauts relatifs aux verres optiques et à leur polissage :
- indice du verre (de l'ordre de 0,001 de précision) ;
- irrégularité de la surface des verres (de l'ordre de la longueur d'onde utilisée) ;
- rayon de courbure du verre (de l'ordre de 0,1 mm) ;
- épaisseur des verres (de l'ordre de 0,1 mm).

Les défauts relatifs au positionnement des verres :
- distance entre 2 optiques successives (de l'ordre de 0,1 mm) ;
- décalage des optiques par rapport à l'axe (de l'ordre de 0,5 mm) ;
- basculement des optiques par rapport à l'axe.

La prise en compte de l'ensemble des défauts physique qui peuvent affecter un système optique permet de valider la faisabilité d'un modèle théorique et la robustesse du système. En général le tolérancement débouche sur une nouvelle recherche de solution pour rendre la solution théorique plus robuste ou mieux adaptée aux procédés de fabrication. 
La vérification de la robustesse aux modifications peut prendre la forme d'un calcul de Monte-Carlo qui correspond à une simulation numérique de la réponse d'un ensemble de systèmes à une combinaison aléatoire de défauts dans les limites fixées pour le tolérancement.  

## Méthodes

Évolution des objectifs photographiques

La conception optique se fait principalement à l'aide de logiciels spécialisés munis de bibliothèques de systèmes déjà existant qui permettent de trouver des solutions de départs déjà bien optimisées. 
Pour autant quelques techniques sont utilisées pour la conception optique de systèmes :
- Augmenter le nombre de dioptres permet de réduire l'angle entre les rayons marginaux et chacune des optiques. On se rapproche ainsi des conditions de Gauss (cas où les aberrations géométriques sont nulles). Ceci explique le grand nombre de lentilles dans des objectifs photographiques par exemple où il peut atteindre une vingtaine de lentilles.
- Favoriser la symétrie : par exemple en plaçant en regard deux sous-systèmes identiques comme des doublets ou des triplets.
- Redimensionner des systèmes déjà existants pour les adapter à la focale ou aux dimensions souhaitées.

## Principaux logiciels
Parmi les principaux logiciels de conception optique, on peut citer :
- CODE V développée par Optical Research Associates[12] ;
- OpticStudio développé par la société Zemax[13] ;
- OSLO conçu par Lambda Research Corporation.